# This is For
This is For è il quarto album in studio in lingua coreana (il nono in totale) del girl group sudcoreano Twice, pubblicato l'11 luglio 2025 per JYP.

## Tracce
1. Four – 1:45 (Sim Eun-jee)
2. This is For – 2:11 (testo: Tayla Parx, Em Walcott – musica: Tayla Parx, Em Walcott, Gustav Landell, Stephen McGregor, Daoud Anthony)
3. Options – 3:06 (testo: Taet Chesterton, Iain James – musica: Earattack, Taet Chesterton, Iain James, CQ)
4. Mars – 2:21 (testo: Jinli (Full8loom) – musica: Kamille, Perrie Edwards, Romans, Will Bloomfield)
5. Right Hand Girl – 2:31 (testo: Taneisha Jackson, Georgia Ku, Morgan Connie Smith, James Daniel Lewis – musica: Georgia Ku, Morgan Connie Smith, James Daniel Lewis)
6. Peach Gelato – 2:18 (Mick Coogan, John Ryan, Julian Bunetta)
7. Hi Hello – 2:07 (testo: Lee Eun-hwa (153/Joombas), Megan Bülow, Simon Wilcox, Matthew Holmes, Phil Leigh – musica: Megan Bülow, Simon Wilcox, Matthew Holmes, Phil Leigh)
8. Unit A – Battitude – 2:26 (Miranda Glory Inzunza, Alexis Andrea Boyd) – Nayeon, Jeongyeon, Momo, Mina
9. Unit B – Dat Ahh Dat Ooh – 2:28 (testo: Kabba, MNEK, Baby Tate, Jamal Woon – musica: Kabba, MNEK, Baby Tate, Jamal Woon, Relyt) – Sana, Jihyo, Dahyun, Chaeyoung, Tzuyu
10. Unit C – Let Love Go – 2:58 (Amy Allen, Boy Matthews, Cleo Tighe, Kyle Buckley) – Jeongyeon, Momo, Sana, Tzuyu
11. Unit D – G.O.A.T. – 2:25 (testo: Gusten Dahlqvist, Arineh Karimi – musica: Versachoi, Gusten Dahlqvist, Arineh Karimi) – Mina, Dahyun, Chaeyoung
12. Unit E – Talk – 2:48 (testo: Chesterton – musica: Earattack, Taet Chesterton) – Nayeon, Jihyo
13. Seesaw – 3:30 (testo: Lee Seu-ran – musica: Amy Allen, Leroy Clampitt, Megan Bülow, James Abrahart)
14. Heartbreak Avenue – 3:16 (testo: Ari PenSmith, Angelina Sherie – musica: Woo Min Lee "Collapsedone", Ari PenSmith, Angelina Sherie)

Tracce bonus nell'edizione digitale deluxe
1. This Is For (Extended) – 2:26
2. Jeongyeon, Jihyo, Chaeyoung – Takedown (da KPop Demon Hunters) – 3:00 (Lindgren)

## Classifiche
| Classifica (2025) | Posizione massima |
| ----------------- | ----------------- |
| Australia         | 66                |
| Austria           | 30                |
| Belgio (Fiandre)  | 112               |
| Belgio (Vallonia) | 54                |
| Canada            | 58                |
| Corea del Sud     | 1                 |
| Francia           | 21                |
| Germania          | 27                |
| Giappone          | 6                 |
| Grecia            | 27                |
| Nuova Zelanda     | 36                |
| Svizzera          | 75                |
| Stati Uniti       | 6                 |